# Silvio Gesell
Jean Silvio Gesell (Sankt-Vith, Bèlgica, 17 de març de 1862 - Oranienburg, Alemanya, 11 de març de 1930) fou un comerciant i un teòric de les finances.

## Vida
Silvio Gesell nascut el 17 de març de 1862 a Sankt Vith, actualment Bèlgica i llavors part d'Alemanya, fou el sèptim de nou fills. La seva mare, Matilde Talbot, era valona i creient catòlica, mentre que el seu pare Ernesto Gesell, que provenia d'Aquisgrà, Alemanya, era de religió protestant, i d'ofici recaptador d'impostos de l'imperi alemany.
Estudià a la Bürgerschule (una mena d'institut per les classes baixes on rebien una educació bàsica) i més tard en el Gymnasium de Malmedy.
Va treballar en el Reichspost, el sistema postal de l'Imperi Alemany. Com que no li agradava aquest ofici, començà a treballar com aprenent de comerç junt al seu germà a Berlín. Després va viure a Màlaga un parell d'anys com a corresponsal de l'empresa on aprèn a parlar el castellà. Tornar a Berlín per completar el servei militar.
Als 25 anys coneix i s'enamora d'Anna Boettger. Per raons econòmiques emigra a l'Argentina (1887), on de prova sort i amb l'ajut del seu germà Paul, obre una sucursal del que seria l'inici de la Casa Gesell (comença venent material quirúrgic i de farmàcia, per després especialitzar-ce en productes per bebès). Silvio i Anna es casen aquest mateix any a Montevideo i s'estableixen en el barri de Banfield, Buenos Aires.
L'any 1889, arran de la crisi del govern de Juárez Celman, Silvio començà a analitzar el sistema monetari per trobar solució a la crisi.
L'any 1900 fundà la revista Geld-und Bodenreform (Reforma Monetària i Agrària), però per motius econòmics la revista tancà l'any 1903.
El 1909, Silvio compra una petita illa en el Delta del Paraná; el seu fill Carles torna d'Europa, més tard fundarà la localitat a la que anomenarà Villa Silvio Gesell (Villa Gesell).
L'any 1911 Silvio torna novament a Alemanya. Viu en la comuna vegetariana d'Obstbausiedlung Eden que fou fundada per Franz Oppenheimer a Oranienburg, al nord de Berlín. Allà veurà la llum la seva revista Der Physiokrat (El Fisiòcrata). La revista fou clausurada l'any 1914, a l'inici de la I Guerra Mundial, per la censura.
L'any 1919, formar part de la República Soviètica de Baviera amb el càrrec de Representant Popular de Finances. Gesell escull al matemàtic suís Theophil Christen i l'economista Ernst Polenske i junts redacten una llei per la creació del diner lliure o Freigeld. El càrrec fou tan sols de 7 dies.
Després d'una estada a l'Argentina el 1924, torna a Oranienburg el 1927. Allà morí de pneumònia l'11 de març de 1930.

## Obra
- Die Reformation im Münzwesen als Brücke zum sozialen Staat (1891)
- Nervus rerum (1891)
- Die Verstaatlichung des Geldes (1892)
- El Sistema Monetario Argentino - Sus Ventajas y su Perfeccionamento (1893)
- Die Anpassung des Geldes und seiner Verwaltung an die Bedürfnisse des modernen Verkehrs (1897)
- La Cuestion Monetaria Argentina (1898)
- Die argentinische Geldwirtschaft und ihre Lehren (1900)
- Das Monopol der schweizerischen Nationalbank (1901)
- Die Verwirklichung des Rechts auf den vollen Arbeitsertrag durch die Geld- und Bodenreform (1906)
- Die neue Lehre von Geld und Zins (1911)
- The Natural Economic Order, London: Peter Owen
- Gold oder Frieden? Vortrag, gehalten in Bern am 28. April 1916 (1916)
- Freiland, die eherne Forderung des Friedens - Vortrag, gehalten im Weltfriedensbund in Zürich am 5. Juli 1917 in Zürich (1917)
- Münchener Verteidigungsrede - veröffentlicht in: « Die Freiwirtschaft vor Gericht » von Richard Hofmann (1918)(siehe auch: Münchner Räterepublik)
- Der Abbau des Staates nach Einführung der Volksherrschaft. Denkschrift an die zu Weiumar versammelten Nationalräte (1919 - 2. Auflage 1921)
- Die gesetzliche Sicherung der Kaufkraft des Geldes durch die absolute Währung. Denkschrift zu einer Eingabe an die Nationalversammlung (1919)
- Das Reichswährungsamt. Wirtschaftliche, politische und finanzielle Vorbereitung für seine Einrichtung (1920)
- Internationale Valuta-Assoziation (IVA). Voraussetzung des Weltfreihandels - der einzigen für das zerrissene Deutschland in Frage kommeneden Wirtschaftspolitik (1920)
- An das deutsche Volk! Kundgebung des Freiwirtschaftlichen Kongresses zu Hannover (1921)
- Deutsche Vorschläge für die Neugründung des Völkerbundes und die Übetprüfung des Versailler Vertrages. Öffentlicher Vortrag, gehalten in der Aula des Gymnasiums zu Barmen am 20. Dezember 1920 (1921)
- Die Wissenschaft und die Freiland-Freigeldlehre. Kritik und Erwiderung (ohne Verfasserangabe erschienen) (1921)
- Denkschrift für die Gewerkschaften zum Gebrauch bei ihren Aktionen in der Frage der Währung, der Valuta und der Reparationen (1922)
- Zweite Denkschrift für die deutschen Gewerkschaften zum Gebrauch bei ihren Aktionen gegen den Kapitalismus (die Ausbeutung, ihre Ursachen und ihre Bekämpfung). Eine Gegenüberstellung meiner Kapitaltheorie und derjenigen von Karl Marx. Vortrag, gehalten in der Sozialistischen Vereinigung zur gegenseitigen Weiterbildung in Dresden am 8. Mai 1922 (1922)
- Die Diktatur in Not. Sammelruf für die Staatsmänner Deutschlands (1922)
- Das Trugbild der Auslandsanleihe und ein neuer Vorschlag zum Reparationsproblem. Eine weltwirtschaftliche Betrachtung, eine Warnung vor Illusionen und ein positiver Lösungsvorschlag (1922)
- Der verblüffte Sozialdemokrat (Gesell-Acratillo 1922)
- Der Aufstieg des Abendlandes. Vorlesung, gehalten zu Pfingsten 1923 in Basel auf dem 1. Internationalen Freiland-Freigeldkongress(1923)
- Das Problem der Grundrente (Gesell-Sernocelli-Roth 1925)
- Die allgemeine Enteignung im Lichte physiokratischer Ziele (1926)

## Pensament polític
Gesell fou un vegetarià ètic. Es considerava a si mateix un ciutadà del món i creia que el planeta havia de pertànyer a tota la gent que l'habita més enllà de les diferències de raça, gènere, classe o religió.
Gesell fonamenta el seu pensament econòmic en l'interès propi dels individus com quelcom natural i sa. La satisfacció de l'interès particular motiva a ser productiu, segons Gesell. El sistema econòmic hauria d'estar al servei de l'home per satisfer aquestes necessitats. Gesell propose un sistema econòmic que anomenà economia natural. En aquest sentit, es pot trobar una clara oposició amb els postulats de Karl Marx, que volia canviar de rel les condicions de producció.

## Pensament religiós
Silvio Gesell plantejava la possibilitat que Moisès utilitzés pólvora en la cort del faraó Ramsés. Veu en un verset del llibre de l'Èxode 30:23-38 una recepta per fabricar un determinat explosiu. L'esbarzer que cremava sense consumir, els carros de combat egipcis que bolquen, la roca que salta de cop, les muralles de Jericó que cauen pel toc de les trompetes. Tot segons Gesell és producte de la ciència i l'habilitat de Moisès ajudat pel seu sogre Jetró.